# Igreja de Saints-Jean-et-Étienne-aux-Minimes

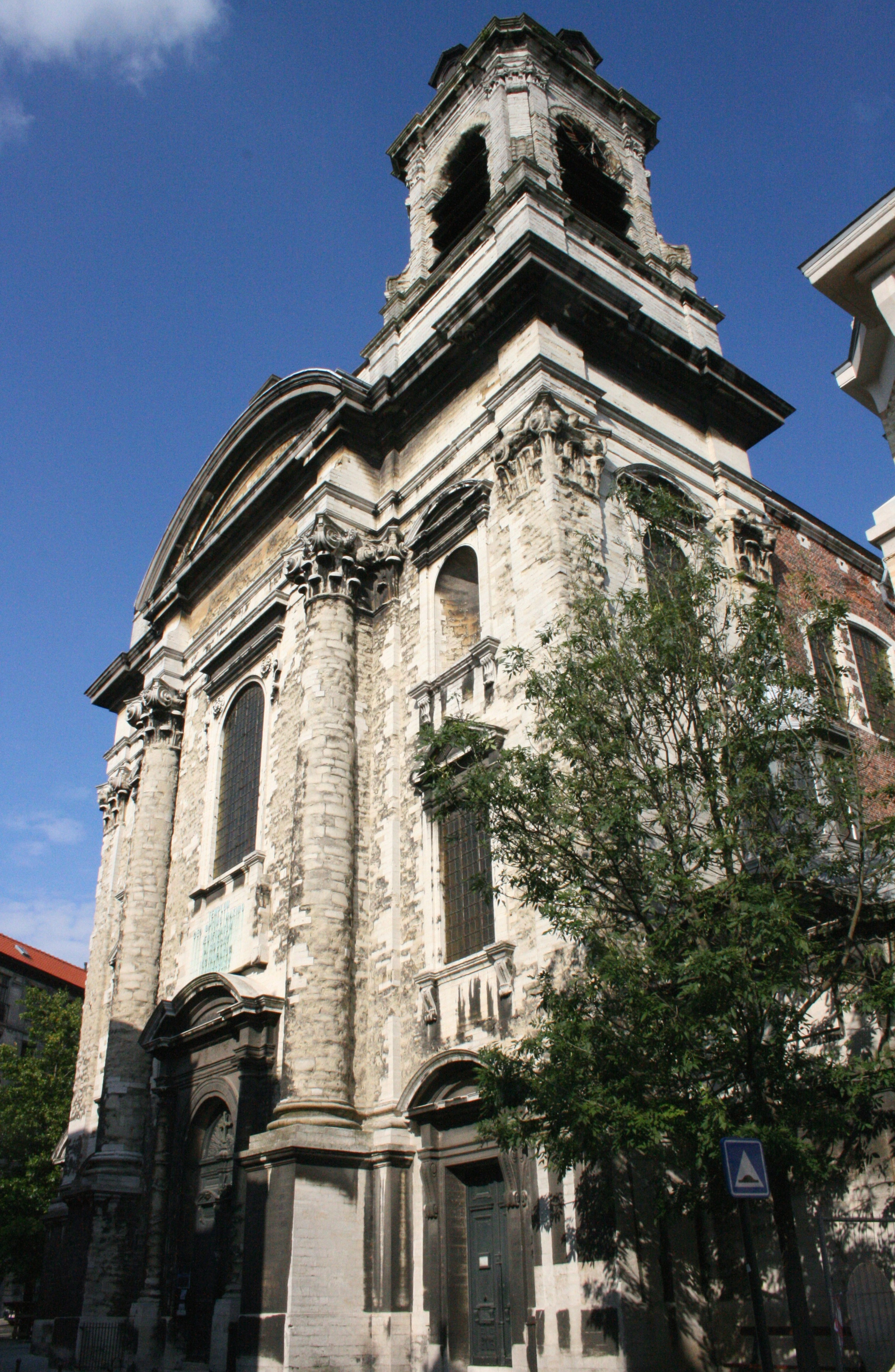
Igreja de Saints-Jean-et-Étienne, em Bruxelas

A Igreja de Saints-Jean-et-Étienne-aux-Minimes — mais comumente chamada de " Igreja dos Mínimos » —, localizado na rue des Minimes 62, na parte alta do centro histórico da cidade de Bruxelas (Bélgica), é um edifício religioso católico que data do início do período neoclássico (século XVIII). É a igreja paroquial do bairro popular de Marolles. Desde 2020, o culto é celebrado lá de acordo com a forma católica extraordinária (em latim).

## Os Mínimos
Em 1616, um primeiro grupo de Frades Mínimos chegou a Bruxelas. Fundada por Francisco de Paula na Itália (e aprovada em 1474), a Ordem dos Mínimos [O.M.] é de espiritualidade franciscana, mas se caracteriza por um estilo de vida muito austero e despojado, jejum permanente e serviço apostólico com os excluídos da sociedade. Eles se autodenominam os muito pequenos (Minimes). Eles primeiro ocupam a casa onde viveu André Vesalius. Pela atenção que dão aos marginalizados, bandidos, presos, filhos de prostitutas e outros, adquirem a estima da população. Eles constroem um convento e, ao lado, uma igreja. Expulsos pela primeira vez pela lei de José II (1787), os Mínimos retornaram ao seu convento e igreja alguns anos depois. Vai ser breve: em 1796, foram definitivamente expulsos pelos revolucionários franceses. Os Religiosos Mínimos não voltarão mais a Bruxelas.

## Igreja de São João e Estêvão
Uma primeira igreja Minimes foi construída em 1624. Ao mesmo tempo, uma capela foi construída no local de uma casa obscena no modelo da 'Maison de Lorette de la Vierge'. No final do século, tornou-se muito pequeno e, com o apoio do governador-geral da Holanda, Maximiliano Emanuel da Baviera, um novo projeto foi iniciado. A obra durou quinze anos: 1700-1715. A nova igreja, de planta basílica, tem um estilo arquitetônico de transição: é o fim do barroco de Brabante e o início do classicismo. O edifício, com uma torre sineira de dimensões modestas à direita de uma fachada que manteve os atributos barrocos, ainda não tem a imponência e a frieza solene das grandes igrejas neoclássicas do século XVIII. Essa simplicidade provavelmente era desejada pelos próprios Mínimos.
Durante os tempos conturbados do poder revolucionário francês, a igreja foi fechada em 1796. Regressado temporariamente ao culto católico em 1806, voltou a ser encerrado em 1811, quando se planeou ali estabelecer a Fábrica Imperial de Tabaco Por insistência dos habitantes do distrito, tornou-se então freguesia do distrito de Marolles a ser encerrada pelo poder holandês. Repetidos pedidos da população sem resposta, os habitantes dos Marolles ocuparam a sua igreja. O conflito teve seu desfecho na revolução belga (1830) e na liberdade dada ao culto católico. Parece que o fato de a igreja estar literalmente nas mãos dos paroquianos na época das leis que regem as relações entre igreja e estado na nova Bélgica lhe confere um status especial: seria a única igreja paroquial pertencente aos próprios paroquianos.
O trabalho de restauração, dirigido por Tilman-François Suys e Pierre Victor Jamaer, foi realizado no final do século XIX. O convento e claustro dos Mínimos foram demolidos em 1920 para dar lugar à construção do Athénée Robert Catteau em estilo Art déco pelo arquitecto François Malfait.
No domingo 10 de dezembro de 2017, a igreja de Saints-Jean-et-Etienne aux Minimes, foi consagrada ao Imaculado Coração de Maria durante uma grande celebração.
Todos os anos, a estátua de Notre-Dame de Lorette (Padroeira dos aviadores e viajantes aéreos) é destacada por ocasião do Dia da Assunção. Em 15 de agosto de 2019, a estátua foi benzida no adro da igreja e levada em procissão para dentro da igreja.
A última missa da comunidade de rito ordinário presente há mais de 50 anos, foi celebrada no domingo 30 de agosto de 2020.
Desde 6 de setembro de 2020, o culto é confiado exclusivamente à Fraternidade Sacerdotal de São Pedro, que o celebra em latim com duas missas dominicais e missas durante a semana.

## Particularidades
- Em todo o lintel interior pode ler-se em letras monumentais e em três línguas ( latim, grego e hebraico ) uma citação de São Paulo,

À Lui sont les temps et les âges; à Lui la gloire et la puissance
, que data do Jubileu do ano 2000.
- Uma capela de Notre-Dame de Lorette, uma memória da igreja anterior, está localizada no lado direito da igreja. Uma irmandade 'Nossa Senhora de Loreto', fundada em 1661, acolhe quem fez a peregrinação a Loreto, na Itália.
- Os órgãos são os mais antigos de Bruxelas. Feitos por Noelmans em 1680 para a Igreja de Saint-Jean-Baptiste-au-Béguinage em Bruxelas, foram vendidos ao Collège de la Trinité em Louvain em 1770 e adquiridos por Saints-Jean-et-Étienne em 1807. Restaurados em 2003, são muito apreciados por organistas profissionais. Muitos concertos de órgão são organizados na igreja.

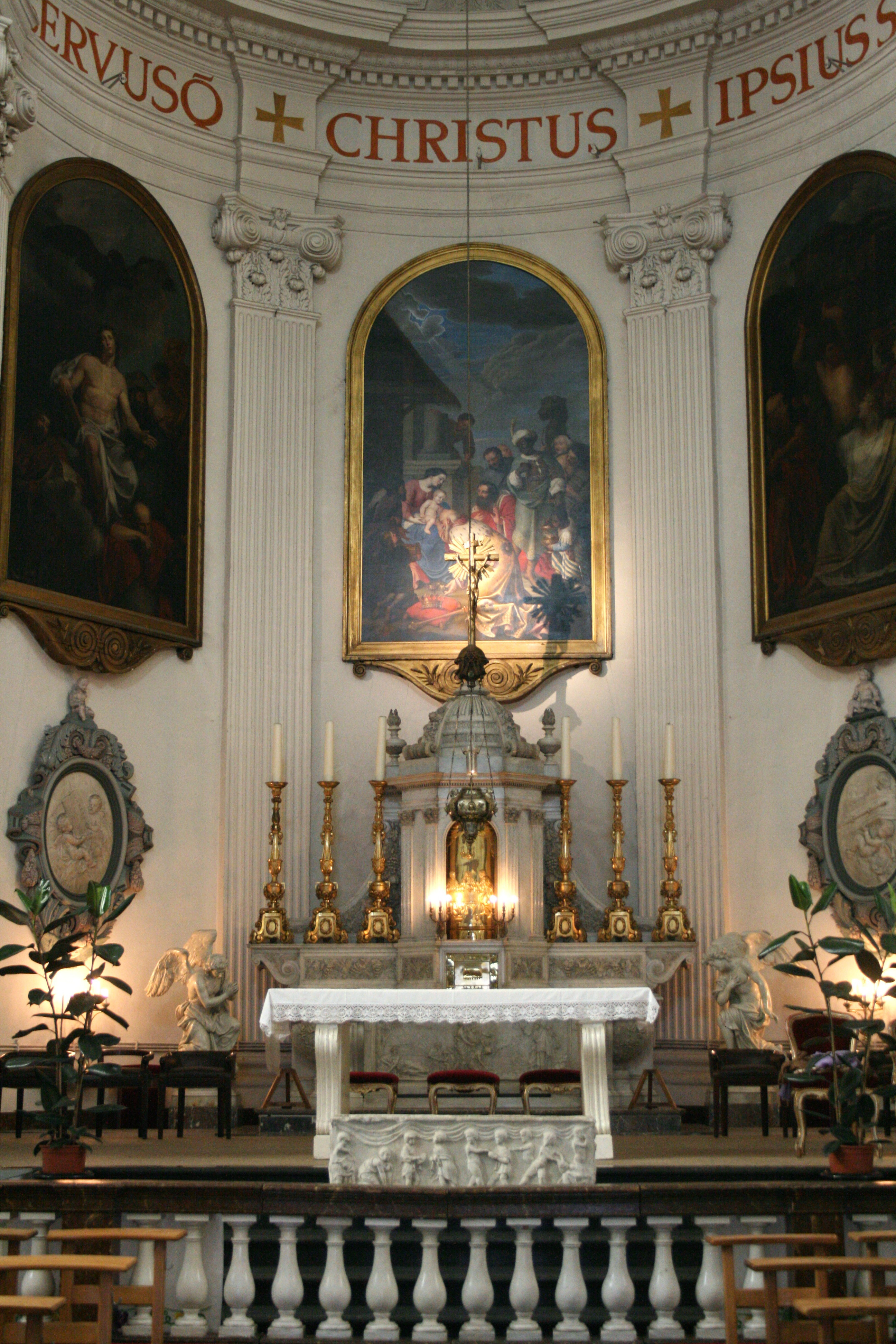
altar-mor
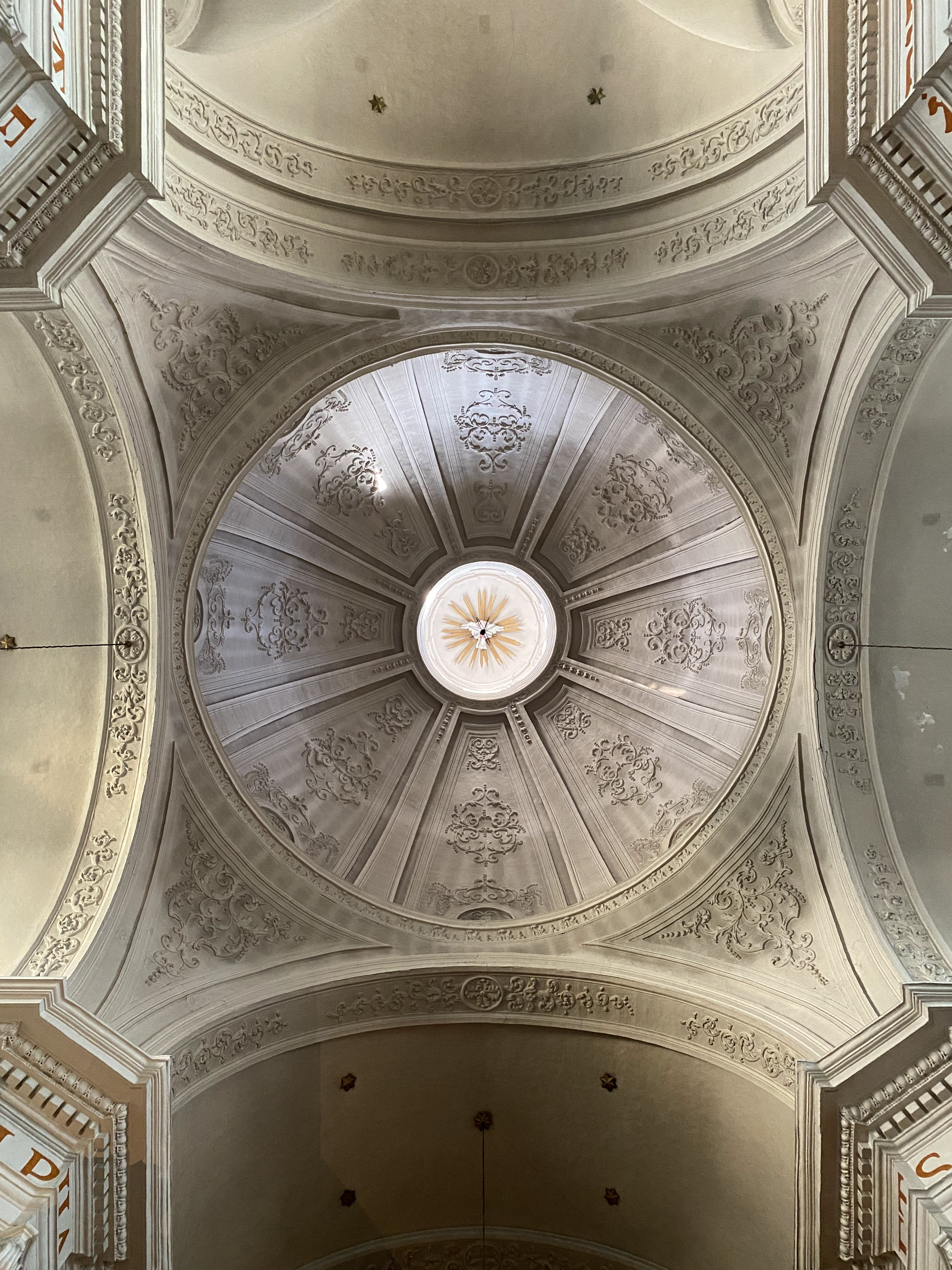
cúpula
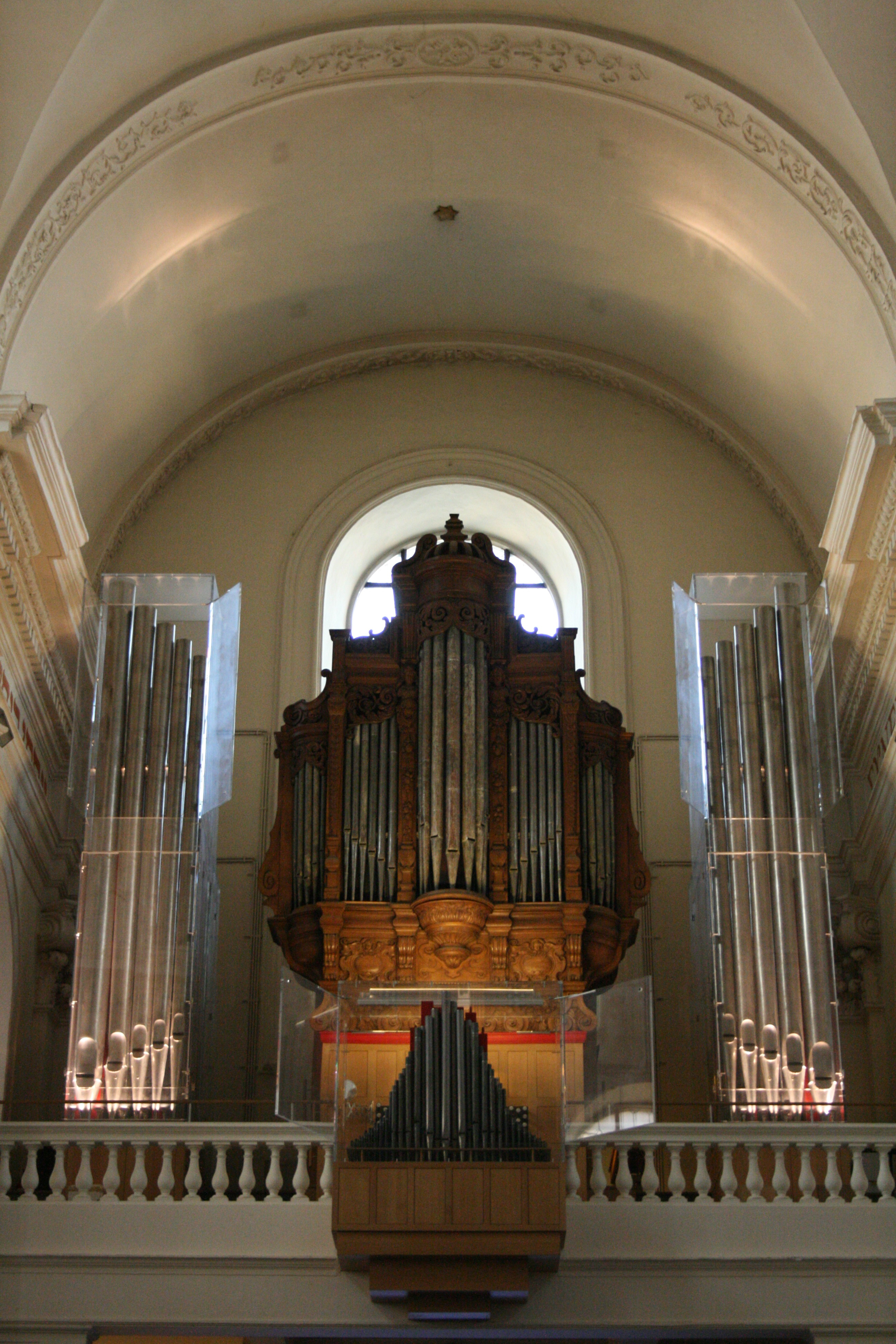
Órgão
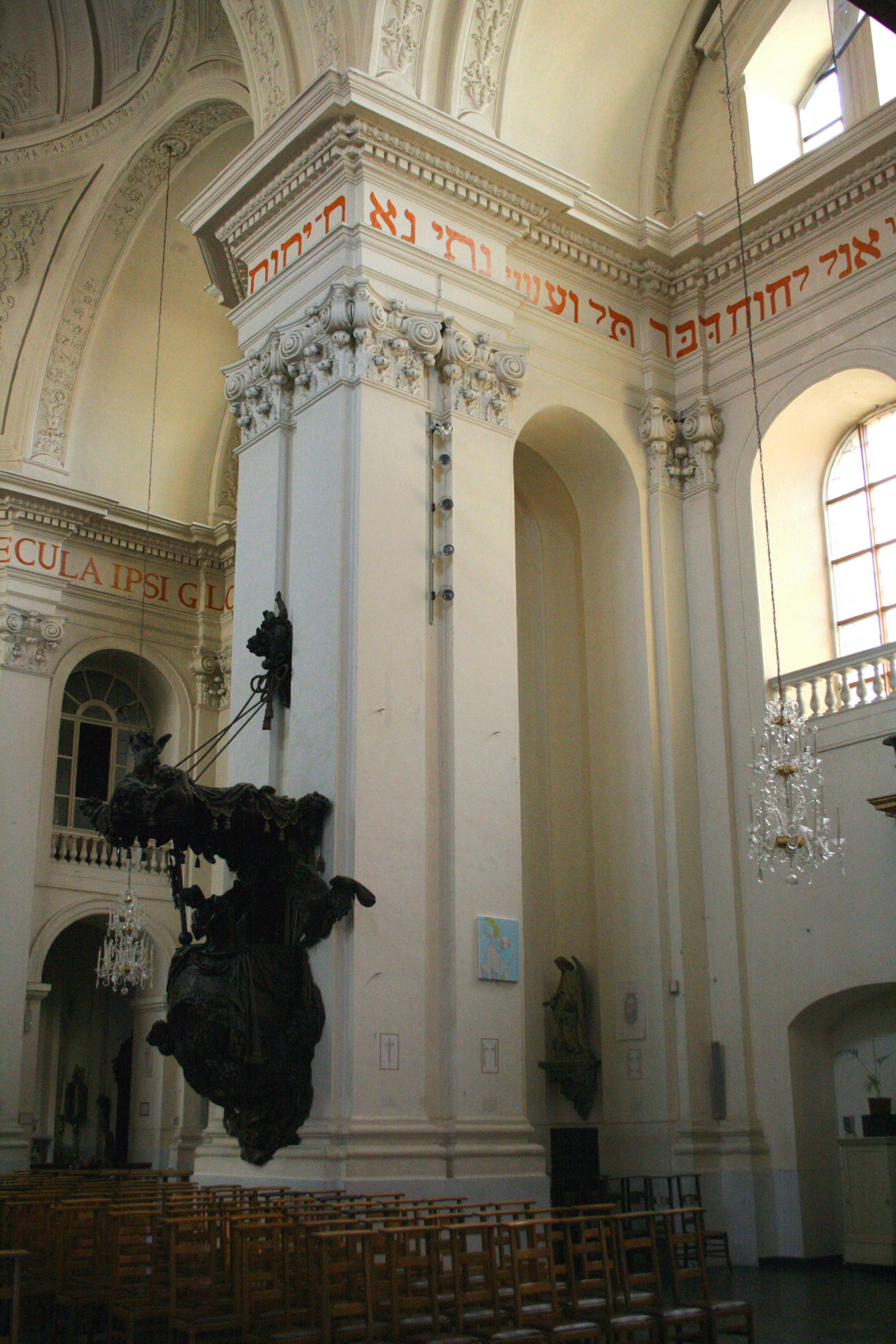
Púlpito da verdade e texto hebraico da inscrição trilingue